# 尤金·阿绍夫
尤金·沃尔特·路德维格·阿绍夫（Jürgen Walther Ludwig Aschoff  1913年1月25日—1998年10月12日），是一位德国医生、生物学家和行为生理学家。毕业于波恩大学。他是最早开展人体生物昼夜节律研究的科学家。他与埃尔温·布宁 (Erwin Bünning) 和柯林·皮滕德里 (Colin Pittendrigh) 被认为是时间生物学领域的共同创始人。
阿绍夫在时间生物学领域的工作引入了光与夜行性物种昼夜节律之间相互作用的思想，正如阿绍夫规则(Aschoff's Rules)所概括的那样。

## 选定的出版物
- Exogenous and Endogenous Components in Circadian Rhythms (1960),
- Beginn und Ende der täglichen Aktivität freilebender Vögel (with R. Wever, 1962),
- Circadian Clocks (1965) *Desynchronization and Resynchronization of Human Circadian Rhythm (1969)
- Aschoff, J. (1965) Circadian Rhythms in Man. Science. 148: 1427–1432.[2]